# Agrothereutes grandis
Agrothereutes grandis là một loài tò vò trong họ Ichneumonidae.